# Dorothy Maharam
Dorothy Maharam Stone (Parkersburg, Estados Unidos, 1 de julio de 1917 - Brookline (Massachusetts), 27 de septiembre de 2014) fue una matemática estadounidense que hizo contribuciones importantes a la teoría de la medida, llevan su nombre el teorema de Maharam y el álgebra de Maharam.

## Biografía
Dorothy Maharam nació el 1 de julio de 1917 en Parkersburg, Virginia Occidental. Obtuvo su licenciatura en el Carnegie Institute of Technology en 1937 y su doctorado en Bryn Mawr College en 1940, bajo la supervisión de Anna Johnson Pell Wheeler, con una disertación titulada On measure in abstract sets. Parte de su tesis fue publicada en Transactions of the American Mathematical Society. Luego realizó estudios postdoctorales en el Instituto de Estudios Avanzados en Princeton, Nueva Jersey, donde conoció a su colega matemático Arthur Harold Stone. Se casaron en abril de 1942.
Stone y Maharam fueron profesores en varias universidades de Estados Unidos y Gran Bretaña. Maharam fue profesora visitante en Wellesley College de 1950 a 1951, después profesora de la Universidad de Mánchester de 1952 a 1961. Tras regresar a los Estados Unidos, comenzó a impartir clases en la Universidad de Rochester, donde permaneció durante muchos años, con breves interrupciones para cumplir con becas de trabajo postdoctoral en la Universidad de Yale, la Universidad de Berkeley y la Universidad Nacional de Australia.
Gracias a sus contribuciones a las Matemáticas, Maharam ha obtenido reconocimiento internacional. Fue pionera en la investigación de medidas finitamente aditivas en enteros. El teorema de Maharam tiene un papel importante en la teoría de los espacios de Banach, fue publicado en Proceedings of the National Academy of Sciences of the United States of America en 1942. Otro de sus artículos, publicado en la revista Annals of Mathematics en 1947, introdujo el álgebra de Maharam, álgebras de Boole completas con submedidas continuas.
Sus dos hijos, David y Ellen, también se dedicaron a las Matemáticas. Arthur Stone murió el 6 de agosto de 2000 y Maharam decidió retirarse en 2001. Dorothy Maharam falleció el 27 de septiembre de 2014.